# Acer saccharum nigrum
L'acero nero (Acer saccharum subsp. nigrum (F. Michx.) Desmarais) è un albero appartenente alla famiglia Sapindaceae, strettamente correlato all'acero da zucchero (Acer saccharum), del quale è considerato una sottospecie.

## Descrizione

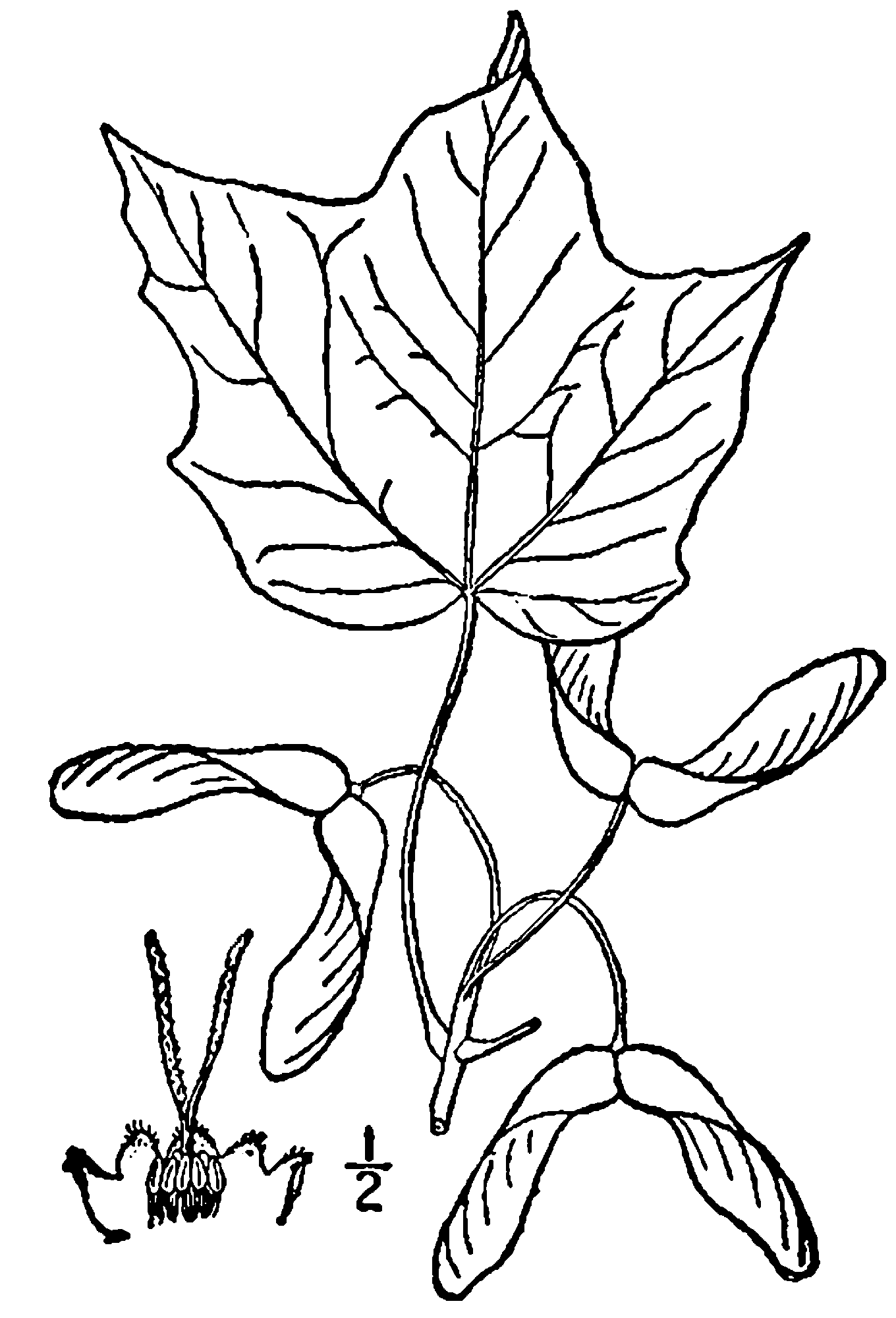
Semi e foglie di Acer nigrum.

Ha foglie trilobate e gli alberi maturi raggiungono un'altezza compresa tra i 21 e i 34 metri.

## Distribuzione e habitat
È distribuito in un areale simile, sebbene più ristretto, a quello di A. saccharum, che comprende aree nord-orientali degli Stati Uniti e dell'estremo sud del Canada, nella provincia dell'Ontario.

## Usi
Similmente all'acero da zucchero, dalla linfa dell'acero nero è possibile ricavare lo sciroppo d'acero. Il suo legno è inoltre un apprezzato come materiale per la realizzazione di mobili e di strumenti musicali.